# Híam
Híam (en grec antic Ὕαμος) fou un heroi grec, fill de Licoreu i net d'Apol·lo. Es casà amb una de les filles de Deucalió, Melanto amb qui tingué una filla, Celeno (de vegades anomenada Melenis). Una tradició considera que Celeno engendrà amb Apol·lo a Delfos, epònim de la ciutat de Delfos. Híam fundà, després del diluvi de Deucalió, la ciutat d'Hia.